# Andreas Salm
Andreas Salm (* 1957) ist ein deutscher Klarinettist, Komponist, Musikwissenschaftler und Musikpädagoge.

## Leben
Salm erlernte das Klarinettenspiel auf dem in Deutschland wenig verbreiteten Böhm-System. Seine Ausbildung umfasste das Studium der Klarinette bei Endré Homoki und an der Musikhochschule Hannover bei Hans Deinzer, sowie das Studium der Komposition in Prag bei Pavel Blatný und in Birmingham bei Andrew Downes. Nach seinem Abschluss des Klarinettenstudiums 1981 war er als Komponist und Musiker für verschiedene künstlerische Einrichtungen tätig, wie zum Beispiel das Westfälische Landestheater, als Klarinettist zusammen mit dem Helian-Quartett und dem Trio ad libitum, dessen Gründungsmitglied er ist und welches sich auf die Aufführung zeitgenössischer Musik spezialisiert hat. Seine Kompositionen wurden mehrfach für Radiosendungen aufgezeichnet und gesendet.
Neben seiner Tätigkeit als Interpret und Komponist promovierte Salm 2005 an der University Of Central England in Birmingham, wo er auch im Fach Komposition lehrte.
Salm ist darüber hinaus als Schachspieler für die Schachfreunde Lilienthal aktiv und leitet die Öffentlichkeitsarbeit des Landesschachbundes Bremen e.V.

## Werke (Auswahl)
- Soundcolours : a composition for Javanese gamelan and western instruments (Dissertation), bibliographische Daten bei Worldcat
- Grifftabelle für Flageolett-Töne, Viertel-Töne und Mehrklänge auf der Böhm-Klarinette, München, 1984 Verband Deutscher Musikerzieher u. Konzertierender Künstler
- Farben der Nacht für Orchester[11]
- SPACE (Kinderoper)